# 弘德寺 (八大处)
弘德寺，位于北京市石景山区八大处公园，是一座汉传佛教寺院。弘德寺遗址现为石景山区普查登记文物，类别为古遗址。

## 简介
弘德寺位于八处证果寺鲍氏家祠东侧。弘德寺的创建年代不详，清朝乾隆年间成为废寺，仅剩余一座明朝正统七年（1443年）制做的香炉。其建筑遗址保留至今，十分清晰。弘德寺遗址东西宽62米，南北77米，面积4774平方米，尚存数段老墙，原有“敕赐弘德禅寺”石额，残存“弘德禅寺”部分。弘德寺遗址南侧台地原为弘德寺前院，现为鲍氏家祠。
2013年，西山八大处文化风景区核心区总体规划方案形成。2014年初，有报道称八大处公园计划在条件允许的情况下，开展弘德寺、洪福寺的考古勘探工作，并启动鲍氏家祠等文物修复项目。